# Gullholmen
Gullholmen är en ö och en småort i Gullholmens socken i Orusts kommun, belägen längst ut i Bohusläns kustband, utan bilförbindelse. Personfärja finns till Tuvesvik på Orust, 7 km från Ellös och 22 km från kommuncentret Henån.

## Historik
Gullholmen grundades som ett fiskeläge, som omnämns första gången under senare delen av 1500-talet, men kan vara ännu äldre. Det ligger i Gullholmens socken, efter kommunreformen 1862 i Gullholmens landskommun. I denna inrättades för orten 29 januari 1886 Gullholmens municipalsamhälle. Landskommunen och municipalsamhället uppgick 1952 i Morlanda landskommun där municipalsamhället upplöstes 31 december 1959. År 1900 hade municipalsamhället 651 invånare.

### Befolkningsutveckling
| Befolkningsutvecklingen på Gullholmen      | Befolkningsutvecklingen på Gullholmen | Befolkningsutvecklingen på Gullholmen | Befolkningsutvecklingen på Gullholmen | Befolkningsutvecklingen på Gullholmen |
| ------------------------------------------ | ------------------------------------- | ------------------------------------- | ------------------------------------- | ------------------------------------- |
|                                            |                                       |                                       |                                       |                                       |
| År                                         |                                       |                                       | Invånare                              |                                       |
| 1810                                       | 1810                                  |                                       | 357                                   | 357                                   |
| 1820                                       | 1820                                  |                                       | 246                                   | 246                                   |
| 1830                                       | 1830                                  |                                       | 293                                   | 293                                   |
| 1840                                       | 1840                                  |                                       | 341                                   | 341                                   |
| 1850                                       | 1850                                  |                                       | 391                                   | 391                                   |
| 1860                                       | 1860                                  |                                       | 464                                   | 464                                   |
| 1870                                       | 1870                                  |                                       | 485                                   | 485                                   |
| 1880                                       | 1880                                  |                                       | 539                                   | 539                                   |
| 1890                                       | 1890                                  |                                       | 685                                   | 685                                   |
| 1900                                       | 1900                                  |                                       | 724                                   | 724                                   |
| 1910                                       | 1910                                  |                                       | 811                                   | 811                                   |
| 1920                                       | 1920                                  |                                       | 796                                   | 796                                   |
| 1930                                       | 1930                                  |                                       | 692                                   | 692                                   |
| 1940                                       | 1940                                  |                                       | 524                                   | 524                                   |
| 1950                                       | 1950                                  |                                       | 466                                   | 466                                   |
| 1960                                       | 1960                                  |                                       | 350                                   | 350                                   |
| 1970                                       | 1970                                  |                                       | 214                                   | 214                                   |
| 1980                                       | 1980                                  |                                       | 191                                   | 191                                   |
| 1990                                       | 1990                                  |                                       | 178                                   | 178                                   |
| 2000                                       | 2000                                  |                                       | 158                                   | 158                                   |
| 2005                                       | 2005                                  |                                       | 148                                   | 148                                   |
| 2010                                       | 2010                                  |                                       | 99                                    | 99                                    |
| 2015                                       | 2015                                  |                                       | 85                                    | 85                                    |
| Källor: Folkmängdsdatabasen SCB - småorter |                                       |                                       |                                       |                                       |

Anmärkning:
Talen fram till och med 2000 avser församlingen, och är därför några tiotal högre än vad talen för tätbebyggelsen skulle ha varit.

## Samhället
Bebyggelsen ligger dels på den lilla ön Gullholmen (egentligen två öar, Stora och Lilla Gullholmen, med en kort bro emellan), dels på Härmanö (tidigare två öar, Stora och Lilla Härmanö, numera sammanvuxna). Mellan Gullholmen och Hermanö går en bro.  
Ön Gullholmen är endast 7 hektar stor och upptas helt av mycket tät bebyggelse, varav endast 10% är permanentbebodd. Härmanö omfattar 138 hektar, men det är bara en liten del av dess norra del, Lilla Härmanö, som ingår i tätbebyggelsen. Av Härmanös hus är omkring 1/3 bebodda året runt.
Av befolkningen år 2000 var det 20 som bodde på ön Gullholmen och 138 på Härmanö, varav 118 i tätbebyggelsen.
2012 fanns som fastboende endast 10 personer på Gullholmen och 92 på Härmanö.
På Gullholmen finns fortfarande en fullt fungerande biograf som visar nyproducerade filmer, en välbevarad stenstuga från 1800-talet, ett museum som heter Skepparhuset, likaså ett bibliotek och ett fågelmuseum.

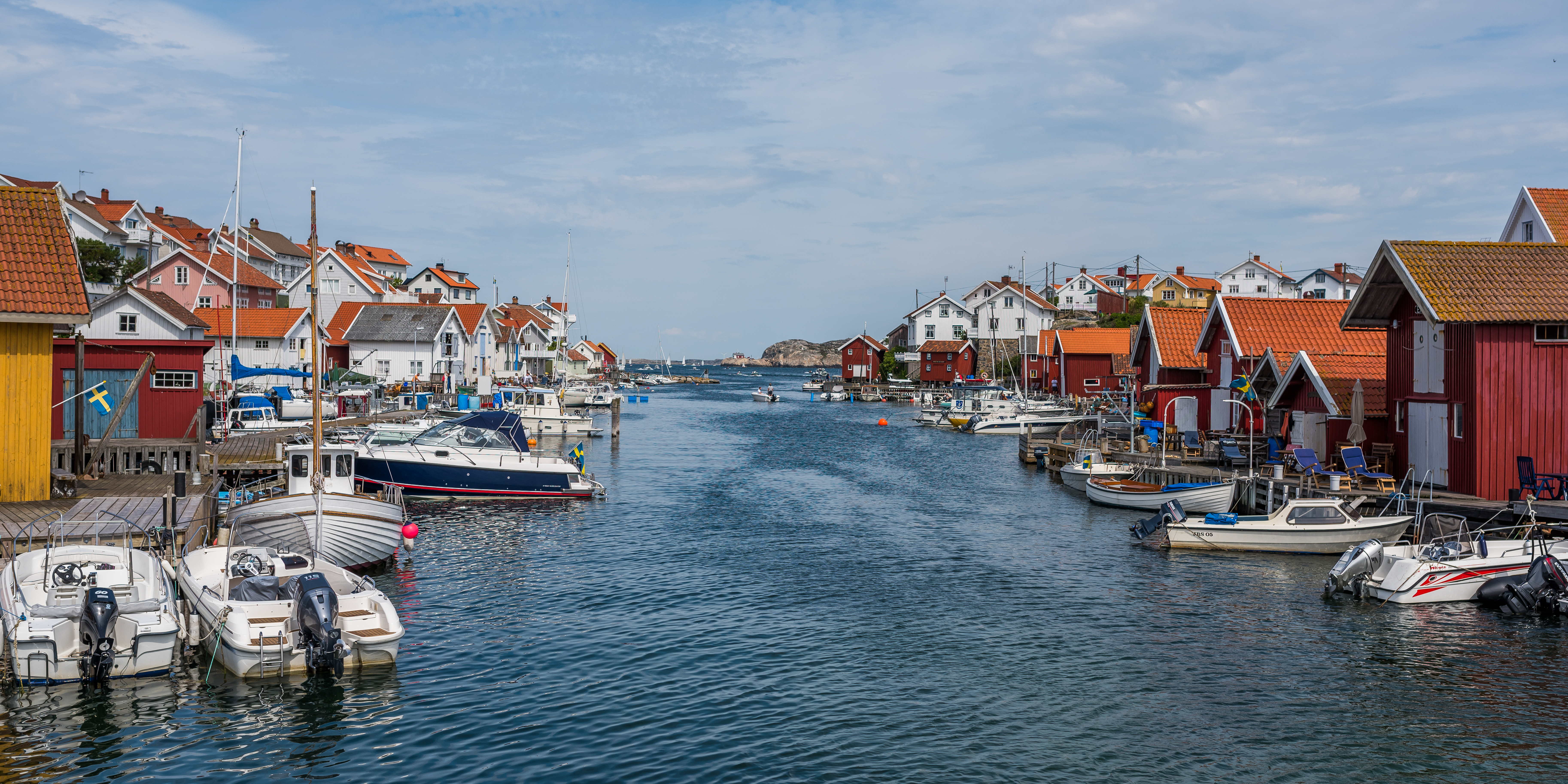
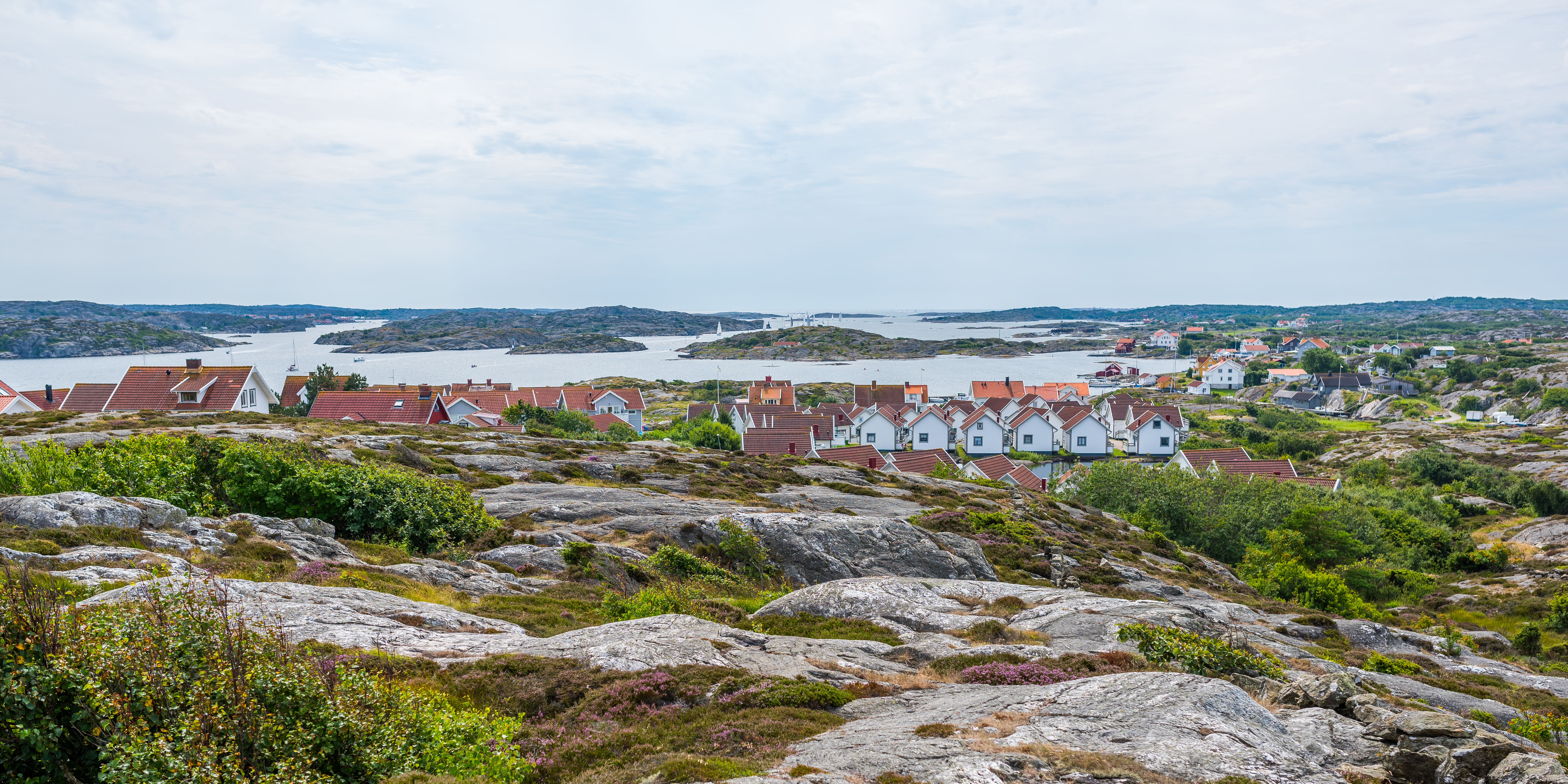
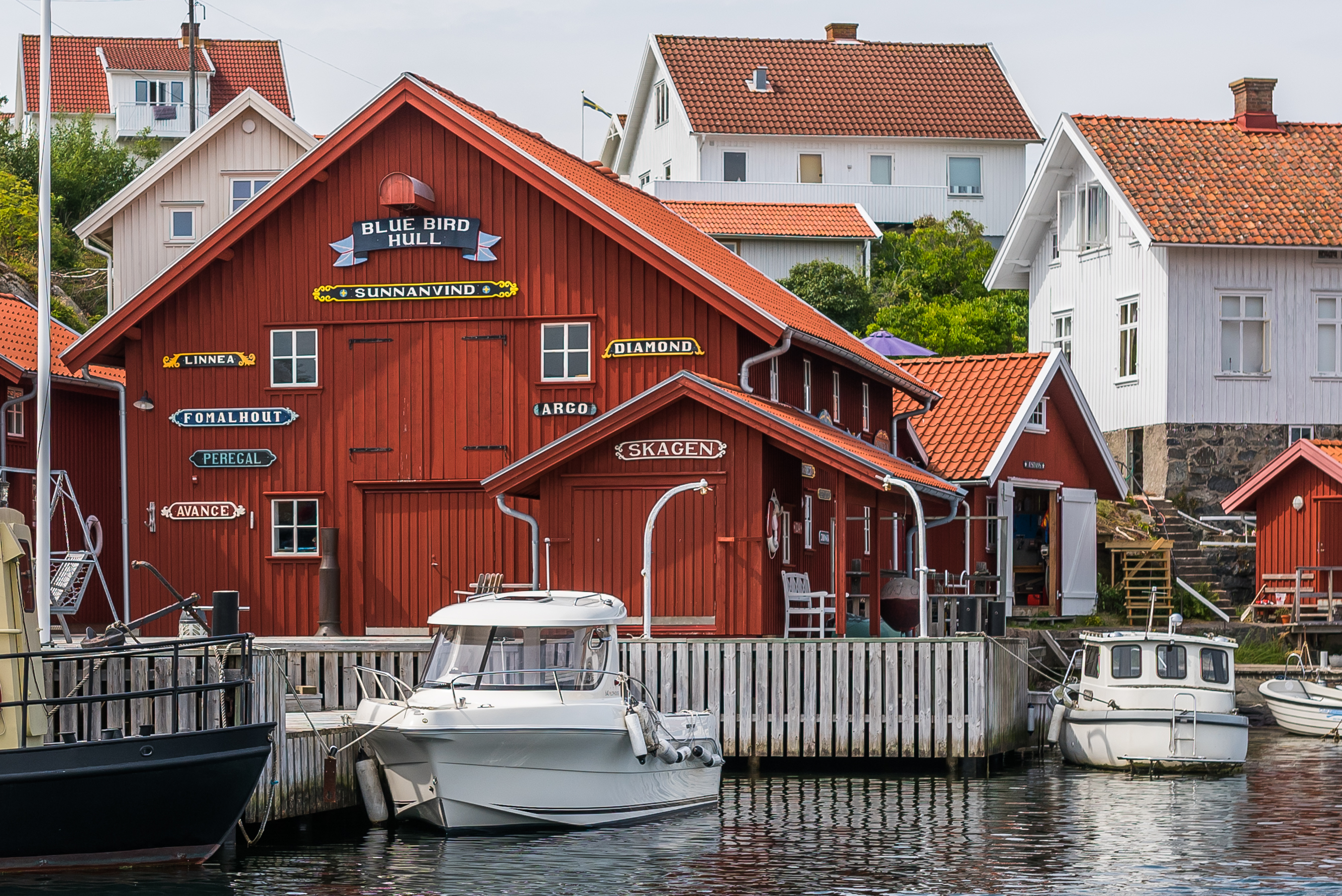
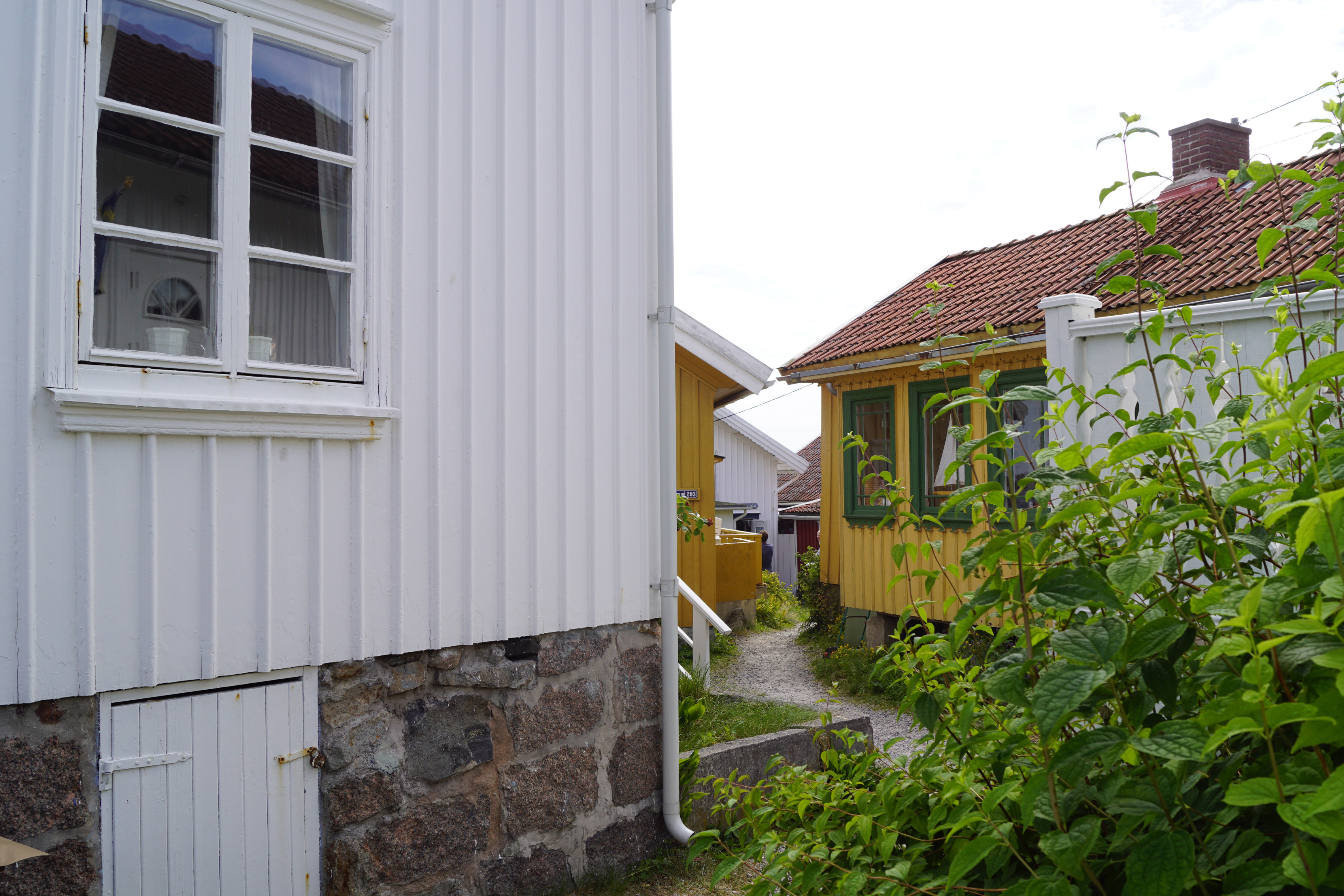
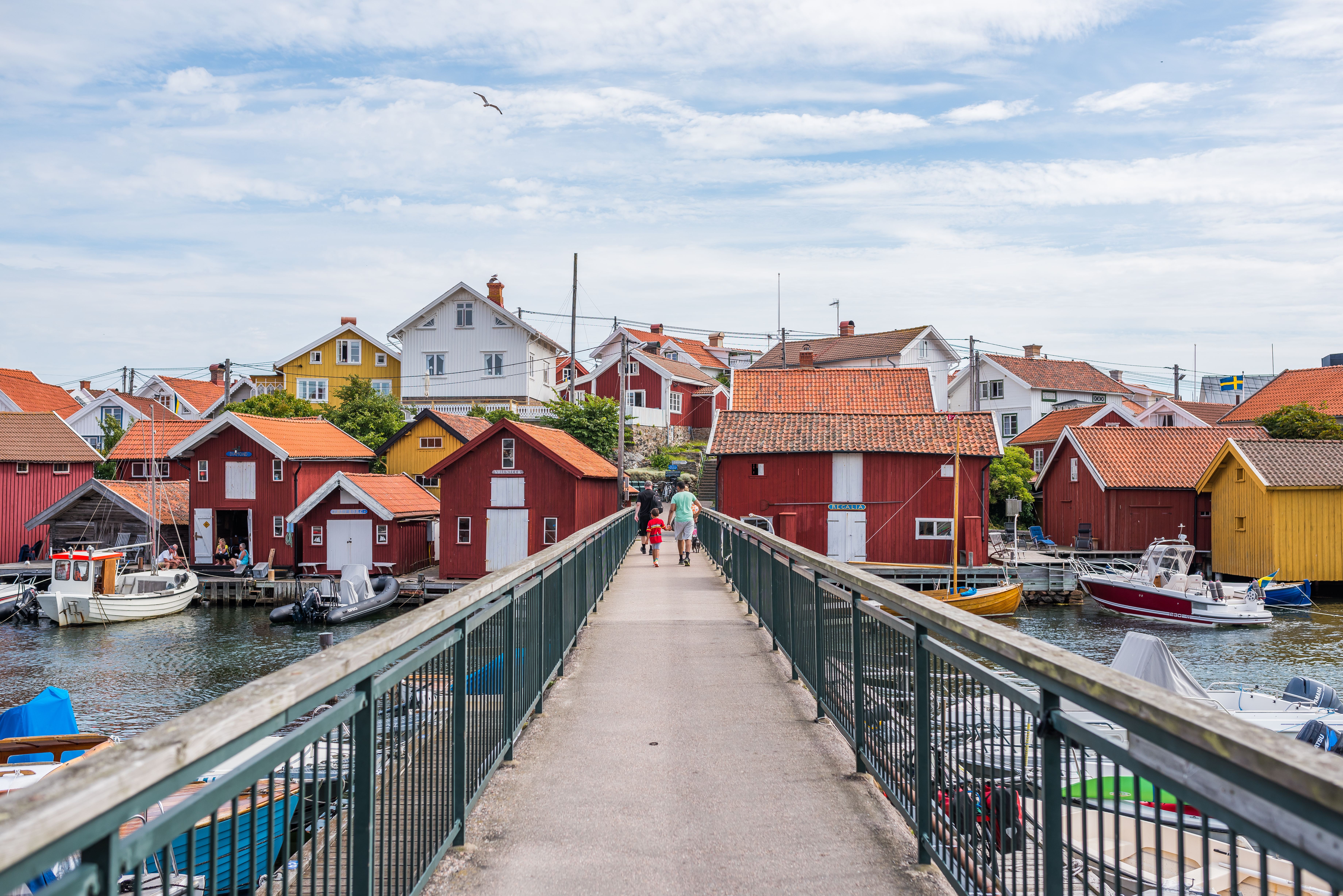
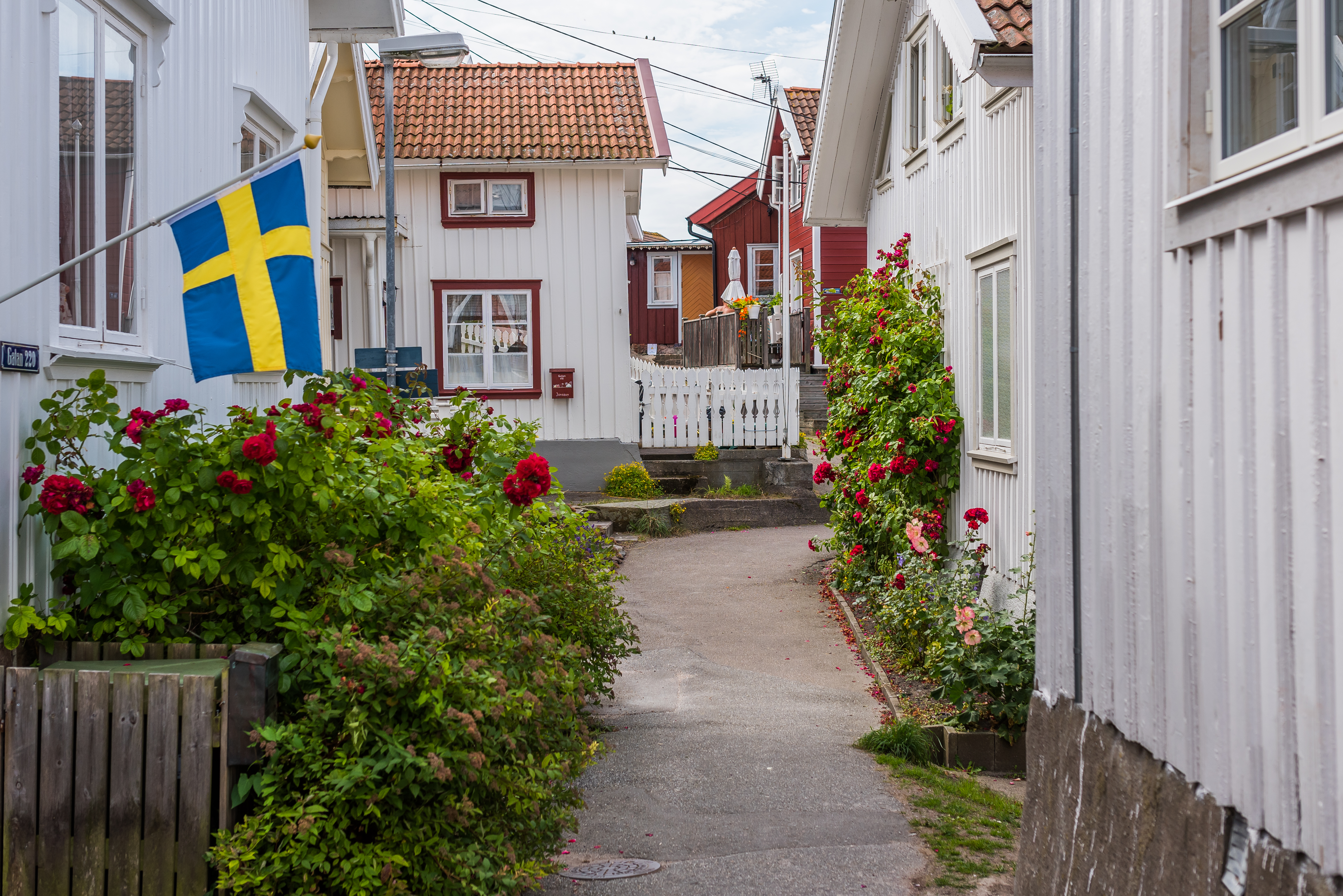
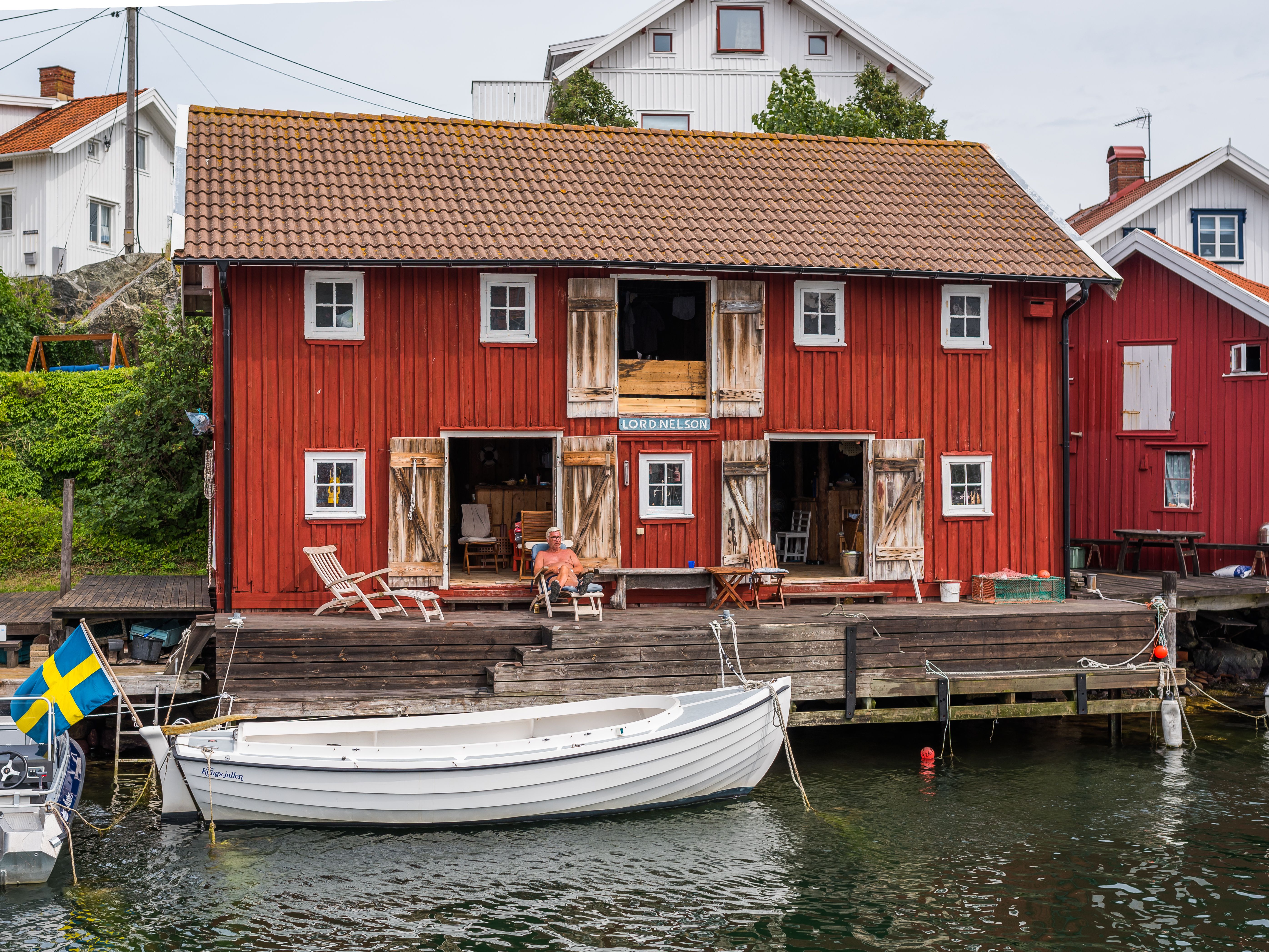
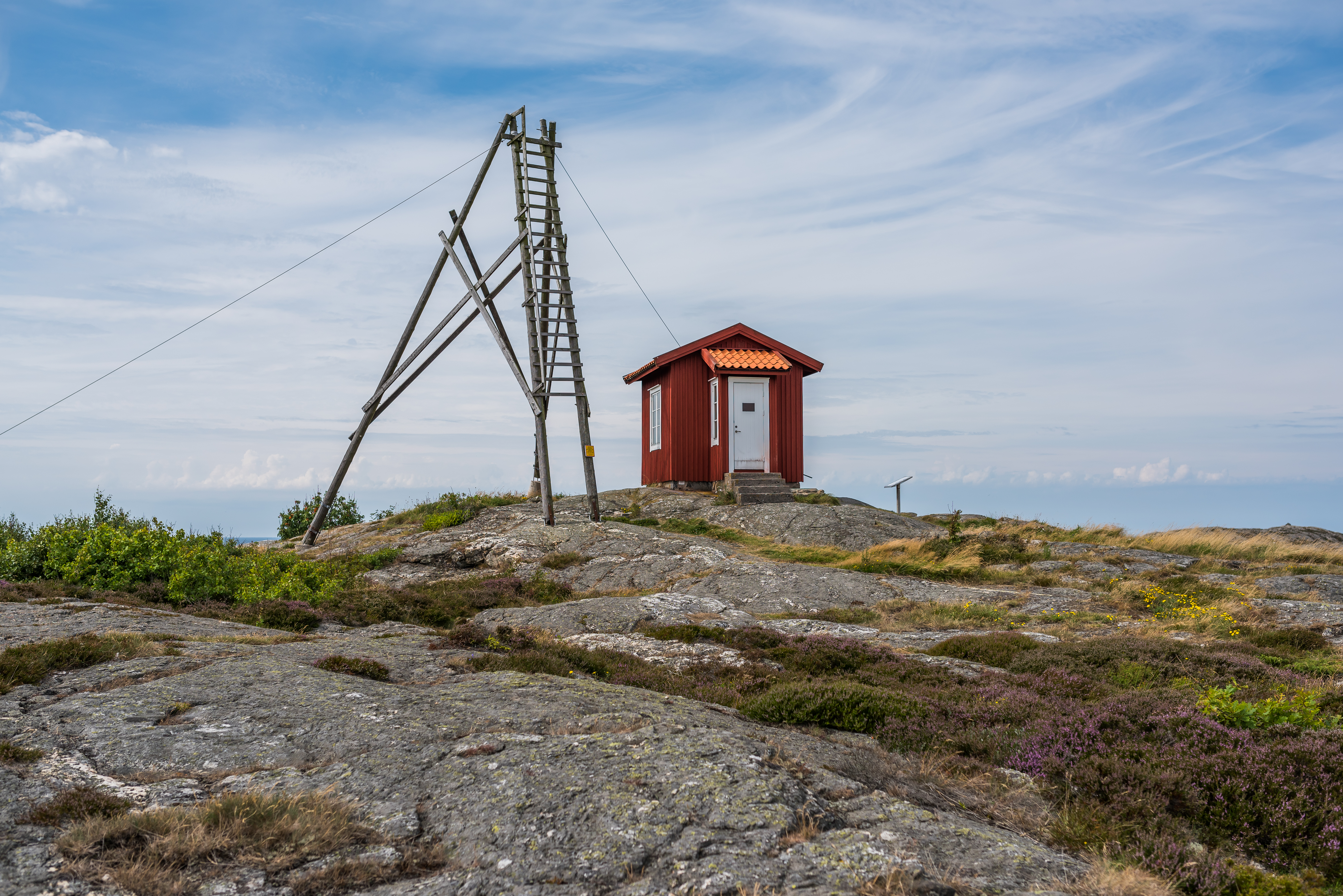
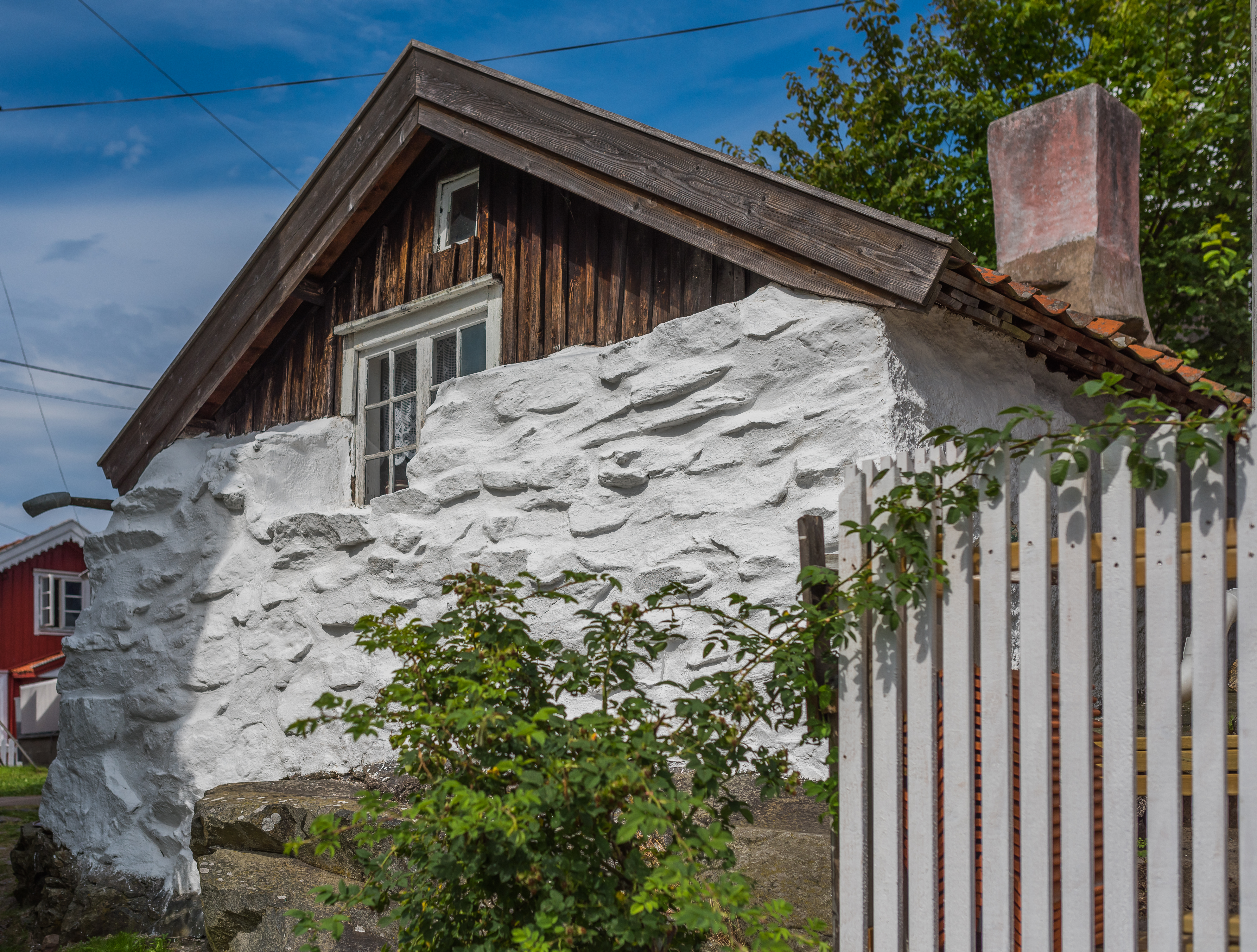
Välbevarad stenstuga.
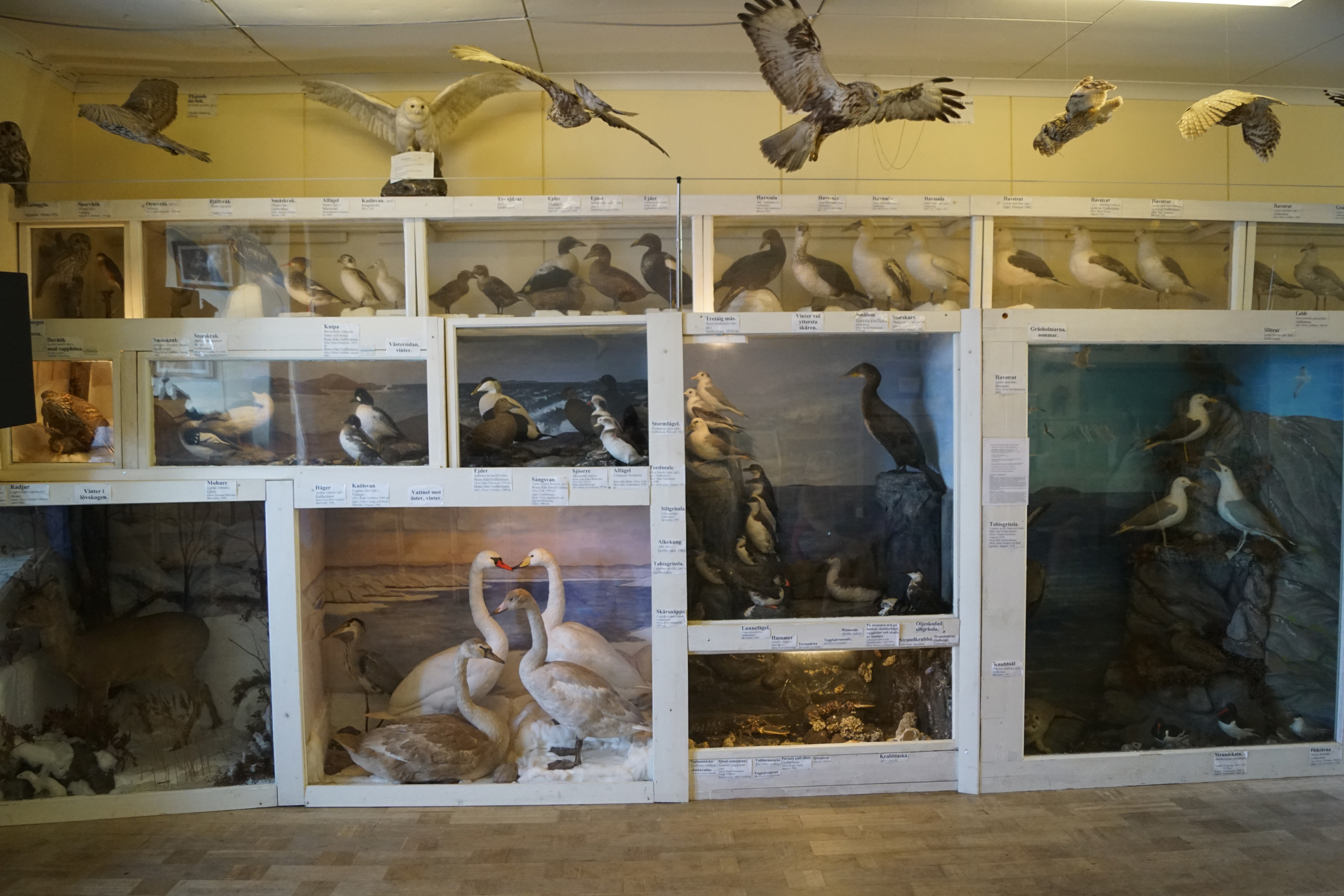
Gullholmens naturmuseum.
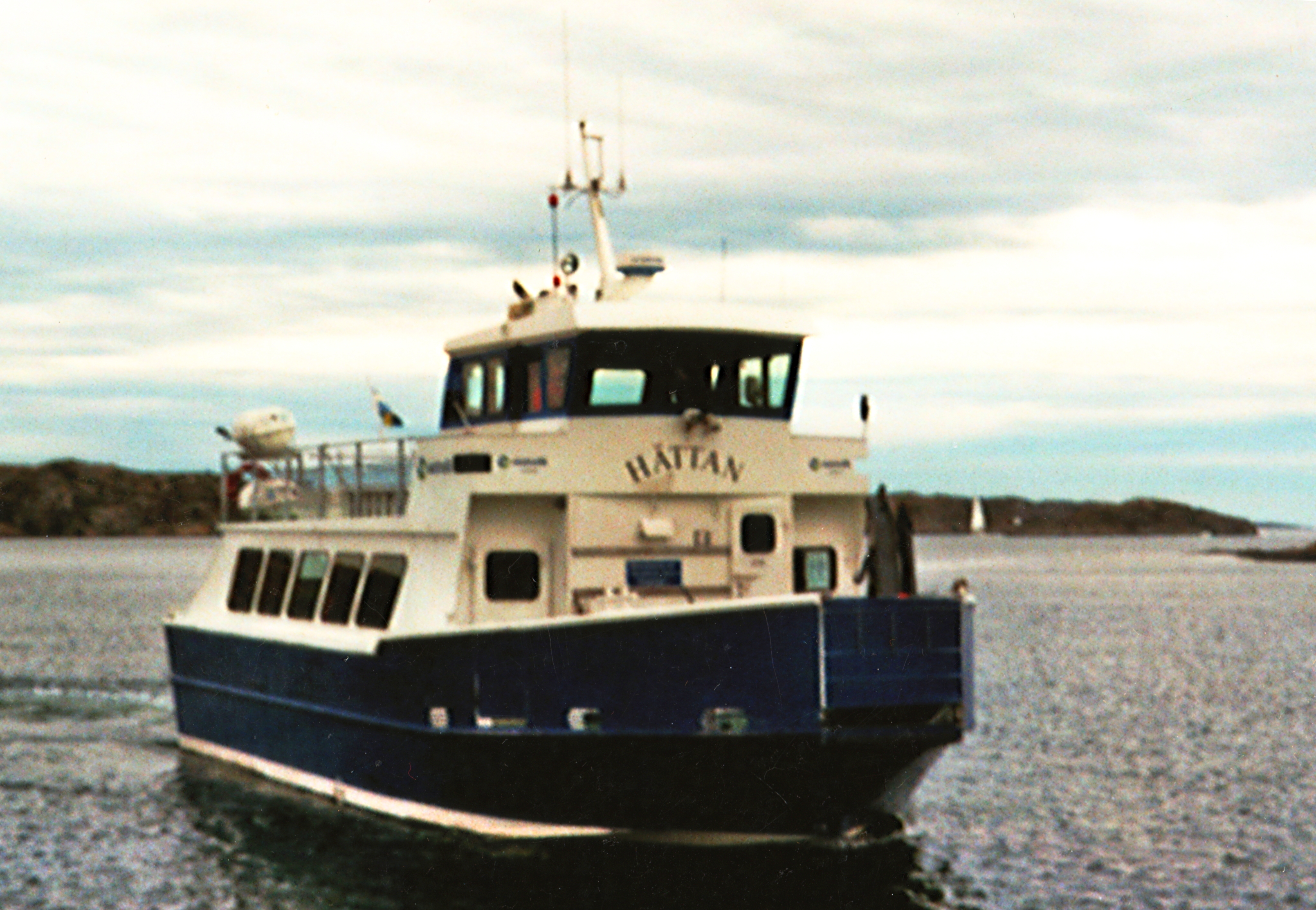
Skärgårdsbåten Hättan 2013.

## Gullholmen på film
Filmen Underbara älskade från 2006 med Michael Nyqvist spelades in på Gullholmen.